# Wallacea riparia
Wallacea riparia är en tvåhjärtbladig växtart som beskrevs av Henry Allan Gleason och A. C. Sm.. Wallacea riparia ingår i släktet Wallacea och familjen Ochnaceae. Inga underarter finns listade i Catalogue of Life.